# 源具氏
源 具氏（みなもと の ともうじ）は、鎌倉時代中期の公卿。中院、土御門、堀河と号す。従三位・源通氏の子。
子の具顕（? - 1287年）と北畠親子は伏見天皇側近の京極派歌人として知られている。具顕は『弘安源氏論議』を弘安3年（1280年）に著したことでも知られる。

## 『徒然草』第135段 の具氏
具氏は『徒然草』第135段に登場することで知られる。具氏が藤原資季に投げかけたなぞなぞ、「むまのきつりやう、きつにのをか、なかくぼれいり、くれんどう」は今日なお謎であり、様々な解釈がされている。

## 後嵯峨院の近臣
後嵯峨院が亀山殿で開いた歌合で読師を勤め、御遊では琵琶を弾くなど、『増鏡』にはしばしば具氏が登場する。播磨守を兼ねたのは後嵯峨院の御分であり、蔵人頭への補任も後嵯峨院政下である。父の通氏は早世したが、具氏の才幹を認めた後嵯峨院に近臣として取り立てられたと見ることができる。

## 官歴
以下、『公卿補任』と『尊卑分脈』の内容に従って記述する。
- 寛元4年（1246年）10月15日：叙爵。11月14日：侍従。
- 宝治元年（1247年）1月5日：従五位上。11月8日：左少将。
- 宝治2年（1248年）1月6日：正五位下。1月23日：兼三河守。
- 建長元年（1249年）1月24日：従四位下。2月1日：還任。
- 建長3年（1251年）1月5日：従四位上[4]。
- 建長4年（1252年）1月13日：左中将に転任。
- 建長5年（1253年）1月13日；兼備前介。
- 建長6年（1254年）1月5日：正四位下[5]。
- 建長7年（1255年）12月13日：兼播磨守[6]。
- 康元2年（1257年）12月13日：止播磨守。
- 弘長3年（1263年）2月27日：母の喪に服していたが復任。
- 文永2年（1265年）10月27日：蔵人頭に補される。
- 文永4年（1267年）2月23日：参議。2月27日：改めて左中将を兼ねる。11月8日：従三位。
- 文永5年（1268年）1月29日：兼備後権守。
- 文永7年（1270年）9月4日：正三位。
- 文永10年（1273年）3月22日：兼備中権守。
- 建治元年（1275年）1月6日：従二位。9月14日：薨去。

## 系譜
- 父：源通氏（1213-1238）
- 母：法印珍喜娘
- 妻：不詳
  - 男子：源具顕（?-1287）
  - 女子：北畠親子 - 伏見天皇典侍